# Voitinel
Voitinel – wieś w Rumunii, w okręgu Suczawa, w gminie Voitinel. W 2011 roku liczyła 4387 mieszkańców. 